# Missão Vega

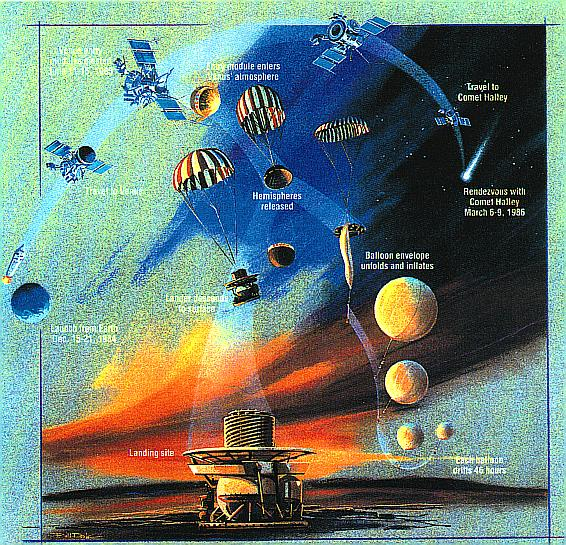
Descrição da missão Vega.

A missão Vega consistiu no lançamento de duas sondas espaciais praticamente idênticas, dentro dos limites de similaridade que a tecnologia pode alcançar, com o objetivo principal de estudar o Cometa de Halley, durante a passagem periélica de 9 de fevereiro de 1986, e pesquisar a atmosfera de Vênus, aproveitando a trajetória até o cometa. São naturalmente não-tripuladas, consistindo em uma parceria da antiga União Soviética e da França. Denominadas VeGa 1 e VeGa 2, foram lançadas respectivamente em 15 e 21 de Dezembro de 1984.
O termo VeGa é decorrente da contração das palavras e Venera e Gallei , palavras em russo para Vênus e Halley, respectivamente. Mas habituou-se a escrever simplesmente por Vega. Como esta sonda era baseada na sonda Venera 9 e 10, por isso o termo Ve de VeGa.

## As sondas Vega

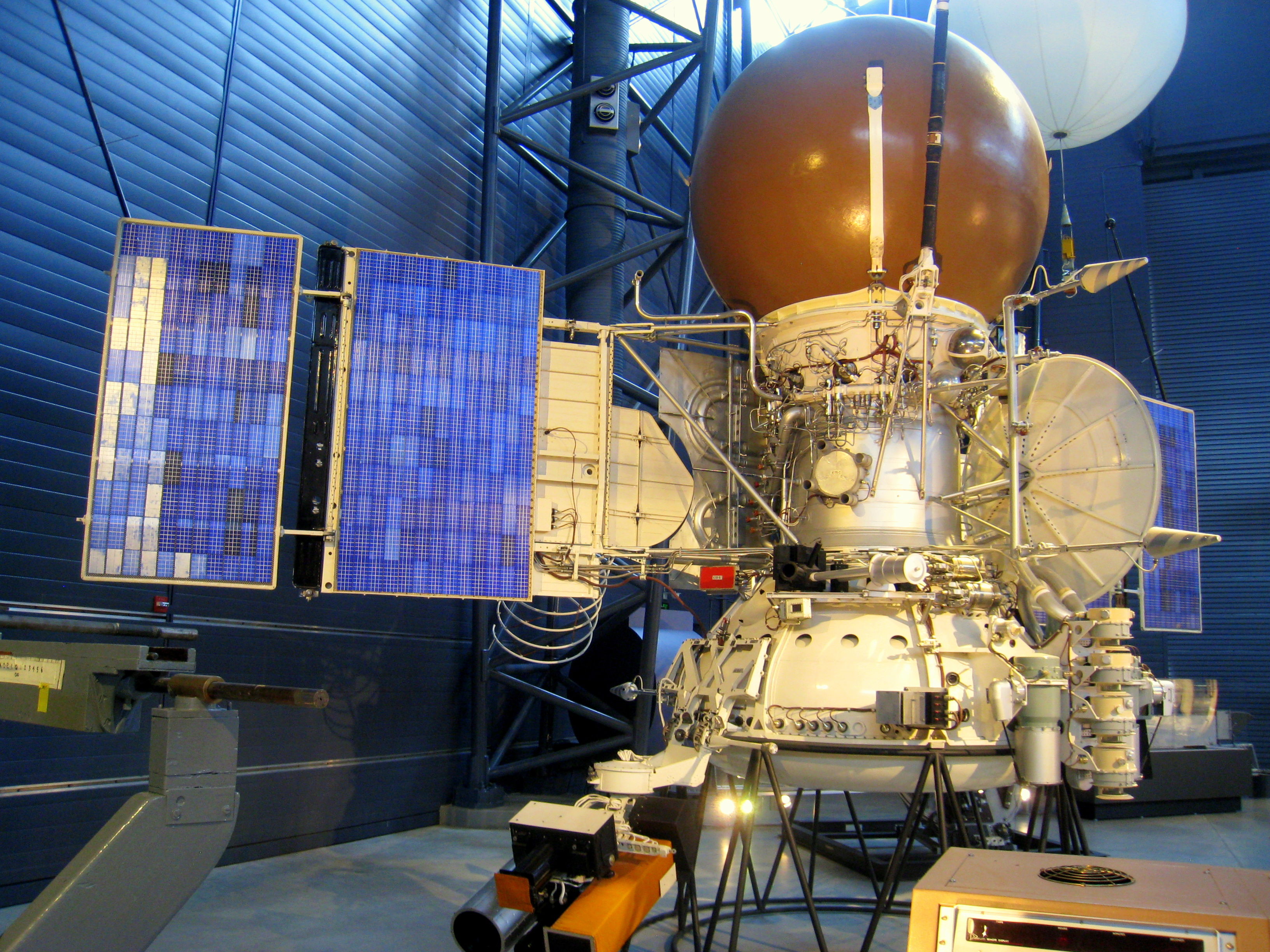
Um modelo da sonda solar Vega.

Foram construídas no Babakin Space Center. Eram estabilizadas em três eixos. Possuíam dois grandes painéis solares, e como instrumentos científicos tinham câmeras teleobjetiva e grande angular, espectrômetros de três faixas, magnetômetros, sonda para o plasma e uma antena direcional tipo cônica. Possuía uma plataforma móvel que podia se mover + ou - 110 graus e + ou - 40 graus em duas direções perpendiculares.
Todos os demais equipamentos eram montados no seu interior com exceção de dois magnetômetros, montados em uma antena de 2 metros de comprimento e várias sondas de ondas de plasmas montadas em antenas de 5 metros de comprimento. As massas totais dos equipamentos eram de 125 kg. Aproximadamente metade da massa da sonda Vega era destinada ao aterrizador.
Sua massa quando do lançamento era de 4.920 kg e foi lançado por meio de um foguete Proton 8K82K do Cosmódromo de Baikonur em Tyuratam, no Cazaquistão. A sonda estava equipada com um escudo duplo protetor para se proteger das partículas do cometa.
A sonda Vega 1 teve sua passagem periástrica por Vênus em 11 de Junho de 1985, no seu caminho para o cometa Halley. Liberou um aterrizador semelhante aos aterrizadores da sonda Venera e também liberou um balão atmosférico para pesquisar as nuvens de Vênus. Os instrumentos do aterrizador falharam e ele nada reportou. O balão flutuou na atmosfera durante cerca de 48 horas a uma altitude de 54 quilômetros. Entre as sondas Vega 1 e 2, foram medidas rajadas de ventos descendentes de 1 metro/segundo na superfície do planeta, e ventos em altitudes elevadas com velocidade de 240 quilômetros/hora. O encontro com o Cometa Halley ocorreu em 6 de Março de 1986. A sonda Vega 1 agora está em órbita heliocêntrica.
A sonda Vega 2 chegou a Vênus em 15 de Junho de 1985 no seu caminho para o cometa Halley. Liberou um aterrizador semelhante aos aterrizadores da sonda Venera e também liberou um balão atmosférico para pesquisar as nuvens de Vênus. Os instrumentos do aterrizador obtiveram amostras de anortosita-troctolita que se encontra nas terras altas lunares mas que é raro na Terra. O balão flutuou na atmosfera durante cerca de 48 horas a uma altitude de 54 quilômetros. O encontro com o Cometa Halley ocorreu em 9 de Março de 1986. A sonda Vega 2 está agora em órbita heliocêntrica.

## Os balões
Os balões eram esferas super-pressurizadas com gás hélio. Tinham o diâmetro de 3,54 metros. A gôndola pesava cerca de 6,9 quilogramas e tinha 1,3 metros de altura e estava pendurada no balão por um cordame de 13 metros de comprimento. A massa total do conjunto era de 21 quilogramas.
No topo da gôndola havia uma antena cônica de 37 centímetros de altura e 13 centímetros de largura. Abaixo desta antena havia o módulo que continha o rádio transmissor. Na secção baixa da gôndola havia os instrumentos científicos e as baterias.
Os instrumentos dos balões consistiam em:
- Um braço contendo uma fina estrutura destinada a medir a temperatura e um anemômetro para medir a velocidade dos ventos.
- Um módulo que continha um fotodiodo para medir o nível de luminosidade e um quartzo para medir a pressão atmosférica
- Na parte inferior da gôndola tinham as baterias e o nefelômetro, que é um  medidor de nebulosidade através da refexão da luz.

Os balões foram monitorados por uma rede constituída de 20 rádiotelescópios da Terra: parte deles da rede da União Soviética, coordenados pela Academia de Ciências da URSS e parte por uma rede internacional, coordenada pela CNES - Centre National d'Études Spatiales.

## Armada Halley
A Missão Vega fez parte do que se denominou chamar de Armada Halley, um conjunto de quatro missões espaciais, que visaram entre outras funções, a de pesquisar o Cometa Halley. As outras missões foram a Sakigake Giotto, ISEE-3/ICE, e Suisei.